# Alonso Carbonel

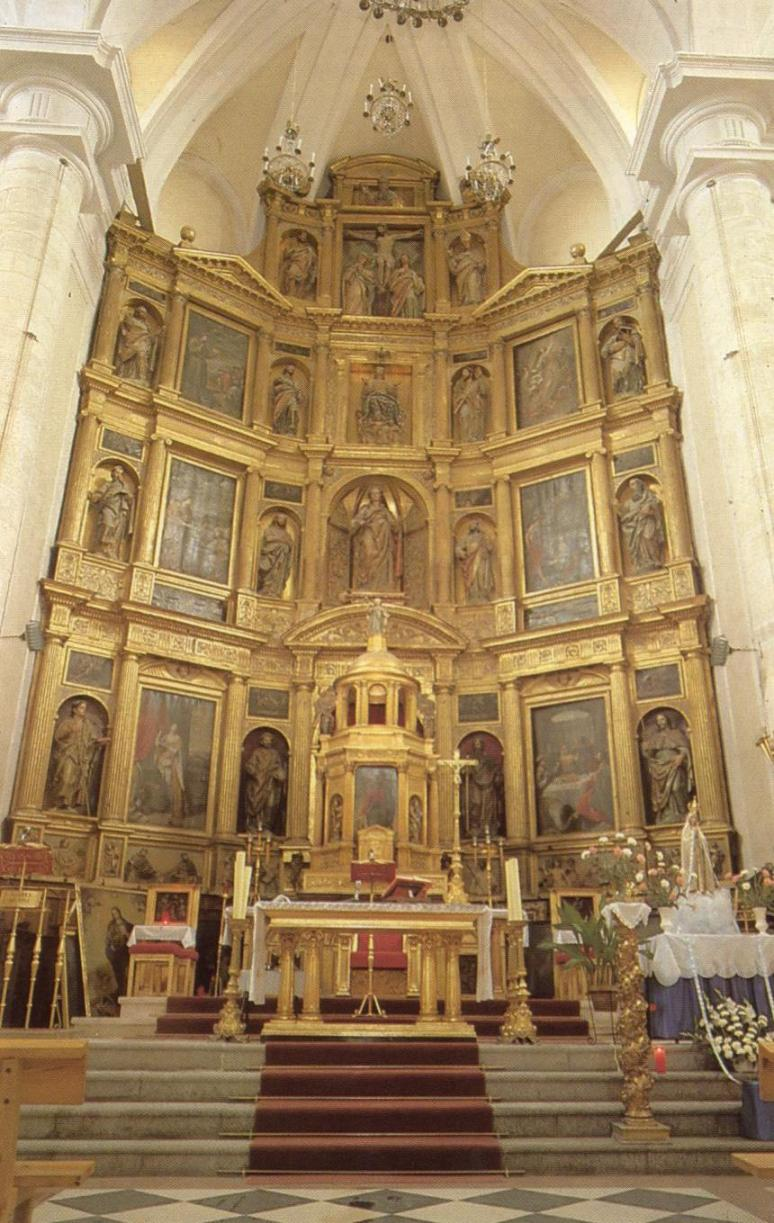
Retaule Major de Santa Maria Magdalena, Getafe.

 Alonso Carbonel  (Albacete, h. 1583 - Madrid, 1660), escultor, ensamblador i arquitecte espanyol.
Fill d'un fuster d'Albacete, el 1603 se li documenta com aprenent al taller de l'escultor Antón de Morales. El 1611 va contractar el retaule major de l'església de la Magdalena de Getafe, finalitzat el 1618. La seva tasca en ell devia ser la de tracista, comptant amb la col·laboració com escultors del seu antic mestre i d'Antonio de Herrera, a qui estava unit per llaços familiars, el que no anava a impedir que, a la llarga, acabaran sent rivals. Va dirigir un important taller dedicat a la contractació de retaules, en el qual col·laboraria seu germà Ginés, pintor i daurador. Però a poc a poc anirà abandonant aquesta activitat després d'ingressar el 1619 al servei de la Corona en qualitat d'aparellador. Amb tot, el 1625 figurava encara en el cens del donatiu al rei en companyia d'escultors i tracista, aportant una quantitat important.
El 1627 va ser nomenat aparellador de les obres reals i tres anys més tard aparellador gran. En aquest comès s'encarregarà amb Cristóbal de Aguilera de les traces i construcció de la Presó de Tall, actual Ministeri d'Afers Exteriors. Afavorit pel comte-duc d'Olivares el 1632 va ser designat mestre major de les obres del nou Palau del Buen Retiro, desplaçant Juan Gómez de Mora. A la mort de Joan Baptista Crescencio, el 1635, va assumir ja sense traves l'tasques d'arquitecte de l'obra del palau i de les seves ermites. El 1637, després del desterrament de Gómez de Mora de la cort, també es farà càrrec del Palau de la Zarzuela, projectat per aquell, i de la direcció arquitectònica de la Torre de la Parada, iniciada aquest mateix any, a més de supervisar les obres del Panteó Reial al Monestir de l'Escorial. També el 1635 va donar les traces per al convent de monges de la Concepció Recoleta de Loeches, patrocinat per Olivares i aixecat al costat del seu palau, ocupant-se de les obres Cristóbal de Aguilera. L'església segueix en la seva façana directament el model del monestir de l'Encarnació de Madrid. La caiguda en desgràcia del seu protector, però, no posarà fi a la seva carrera, perquè el 1648 serà nomenat mestre major de les obres reals, en quedar la plaça vacant per mort de Gómez de Mora.